# Súria
Súria è un comune spagnolo di 6 022 abitanti situato nella comunità autonoma della Catalogna.